# Покровск
Покровск (укр. Покровськ), до 2016. године Красноармејск (укр. Красноармійськ) град је у Украјини, у Доњецкој области. Према процени из 2025. у граду је живело 7.200 становника.

## Становништво
Према процени, у граду је 2012. живело 65.325 становника.
| 1979.  | 1989.  | 2001.  | 2012.  |
| ------ | ------ | ------ | ------ |
| 59.864 | 72.859 | 69.154 | 65.325 |

## Партнерски градови
- Тулчин